# 疏叶蹄盖蕨
疏叶蹄盖蕨（学名：Athyrium dissitifolium）为蹄盖蕨科蹄盖蕨属下的一个种。

## 扩展阅读
- 維基物種上的相關：疏叶蹄盖蕨